# Pou de gel (Prades)
El Pou de gel és una obra de Prades (Baix Camp) inclosa a l'Inventari del Patrimoni Arquitectònic de Catalunya.

## Descripció
Només en queda el clot. No se'l por veure perquè un gran avellanes i un esbarzer impossibiliten tota observació. És al nord i a sota mateix de la carretera de Prades al coll d'Albarca, la construcció de la qual va afectar negativament el pou. Segons el record de "l'Asturiano", de Prades, d'abans de la construcció de la carretera, tenia uns 6 metres de diàmetre. Era ple de terra i la profunditat li quedava reduïda a 15 metres. El pou dona nom a una partida de terra i al barranc del Pou, inici, vora i a l'oest de la vila de Prades, del riu de Montsant.

## Història
Documents del 1607, 1671, 1682 i altres de posteriors. No concreten si es refereixen a aquest pou o al del "Celestino" o al del Dineral. Només parlen de la neu de Prades.